# Елбертон (Џорџија)
Елбертон (Џорџија) (енгл. Elberton) град је у америчкој савезној држави Џорџија. По попису становништва из 2010. у њему је живело 4.653 становника.

## Демографија
Према попису становништва из 2010. у граду је живело 4.653 становника, што је 90 (1,9%) становника мање него 2000. године.
| Група             | 2000.         | 2010.         |
| Белци             | 2.546 (53,7%) | 2.218 (47,7%) |
| Афроамериканци    | 2.039 (43,0%) | 2.065 (44,4%) |
| Азијати           | 29 (0,6%)     | 47 (1,0%)     |
| Хиспаноамериканци | 105 (2,2%)    | 271 (5,8%)    |
| Укупно            | 4.743         | 4.653         |